# سيلاس رينولدز بارتون
سيلاس رينولدز بارتون (بالإنجليزية: Silas Reynolds Barton)‏ هو سياسي أمريكي، ولد في 21 مايو 1872 في نيو لندن في الولايات المتحدة، وتوفي في 7 نوفمبر 1916 في غراند إيسلاند في الولايات المتحدة. حزبياً، نشط في الحزب الجمهوري. وقد انتخب عضو مجلس النواب الأمريكي.